# Dan Tervaniemi
Dan Tervaniemi, född 1946 i Burgsvik på Gotland, är en svensk före detta kock, företagsledare och entreprenör inom restaurang och hotellbranschen. Hans privatföretag Burgsvik Group (tidigare Rasta Group) är idag ett företag med en årlig omsättning på ca 1,7 miljarder svenska kronor.

## Biografi
Tervaniemi växte upp på Gotland med sin far som var konditor på ön. Pappan som föddes i Jukkasjärvi kom till Gotland som fosterbarn och utbildade sig till bagare och konditor i Burgsvik. Tervaniemi gick till sjöss, endast 15 år gammal, då han var skoltrött och äventyrslysten. Tanken var att göra ett par resor och sedan återgå till skolan. Men Tervaniemi var för ung för att bli jungman och hamnade i köket, lärde sig jobbet av duktiga kockar och avancerade till sist till förstekock. Tillbaka på landbacken efter ett par år, hamnade han så småningom på KF som restaurangchef och startade ett antal Domusrestauranger Med en karriär från dåtidens Domus-restauranger i bagaget startade Tervaniemi sitt första Rasta i Brålanda och applicerade konceptet längs de svenska vägarna på tidigt 70-tal. Under 80-talet var Rasta  en kedja av vägrestauranger i Sverige med tjugo anläggningar. I kölvattnet av fastighetskrisen i början av 90-talet bytte Rasta ägare och namn, för att i maj 2004 åter samlas under Tervaniemis ledning och Rastanamnet.
Under 2000-talet har Tervaniemi tillsammans med sin familj fortsatt att utveckla företaget som idag innefattar serviceanläggningar, hotell, restauranger, nattklubbar, pubar, arenor, live entertainment och aktivitetsrestauranger

## Utmärkelser
2018 mottog Tervaniemi Kungl. Patriotiska Sällskapets Näringslivsmedalj. Medaljen överlämnades av Prins Daniel vid Sällskapets årshögtid på Riddarhuset.